# Adam Wiśniewski-Snerg
Adam Wisniewski-Snerg (1 de janeiro de 1937 - 30 de agosto de 1995) foi um escritor polaco (polonês) de ficção científica. Nasceu em Płock, na Polónia.
Embora impopular durante a sua vida, após o seu suicídio foi reconhecido como um dos autores mais significativos da FC polaca. O seu romance "Robot", que contém uma fascinante teoria sobre entidades menores e maiores, foi descrita como "a publicação polaca de FC mais valiosa do período 1945-1975".
Foi usado por Janusz A. Zajdel como protótipo do personagem Sneer no livro Limes inferior.

## Publicações
- Robot (1973)
- Według łotra (Wydawnictwo Literackie, Kraków 1978)
- Nagi cel (1980)
- Arka (Czytelnik, Warszawa 1989)
- Jednolita teoria czasoprzestrzeni (1990)

Póstumas
- ORO (Amber, Warszawa 1997)
- Trzecia cywilizacja (C&T, Toruń 1998)